# Evil Friends
Albums de Portugal. The Man
In the Mountain in the Cloud
(2011) Woodstock (en)
(2017)
Singles
1. Evil Friends
Sortie : 1er avril 2013
2. Purple Yellow Red and Blue
Sortie : 23 avril 2013
3. Modern Jesus
Sortie : 30 août 2013

Evil Friends est le huitième album du groupe pop-electro-rock alaskien Portugal. The Man, publié le 4 juin 2013 par Atlantic Records.

## Genèse et production
Après la publication du septième album In the Mountain in the Cloud en 2011, John Gourley, Zachary Carothers, Kyle O'Quin, Noah Gersh et Kane Ritchotte qui constituent alors la formation totale du groupe, entament l'enregistrement de dix chansons au studio Sonic Ranch d'El Paso au Texas autour de décembre 2012 à janvier 2013.
Après deux semaines d'enregistrement et huit des dix chansons prévues en phase de mixage, le groupe apprend que le célèbre producteur américain Brian Burton dit Danger Mouse souhaite travailler avec eux sur l'album. À la suite de cette nouvelle, John Gourley se rend à New York afin de le rencontrer. Un accord est conclu à la fin de leur entretien et le groupe décide de conserver les deux morceaux déjà terminés Hip Hop Kids et Sea of Air avant de partir pour Los Angeles afin de retravailler et finaliser l'album au studio de Burton.
Cette collaboration est rendue publique le 8 février 2013 quand le groupe publie des images de studio sur lesquelles apparaît Burton sur la page Tumblr du Bonnaroo Festival.
Au cours d'une interview sur la page Tumblr du groupe, Zachary Carothers déclare que l'album est le fruit d'influences de rock progressif et de rock psychédélique, plus particulièrement de l'album The Dark Side of the Moon des Pink Floyd.
Lors d'une interview pour Music Feeds quelques semaines après la sortie de l'album, John Gourley déclare, à propos de leur collaboration avec Danger Mouse, : « Il nous a poussés à écrire de meilleures partitions et de meilleures paroles. S'il avait une idée, il faisait comme George Martin avec les Beatles, il se levait et nous montrait les arrangements. »

## Single et vidéo musicale
Le 7 mars 2013, le groupe sort une vidéo musicale pour le titre principal de l'album Evil Friends. Cette vidéo est réalisée par Michael Ragen. La chanson apparaît sur les stations de radio rock moderne[Quoi ?] le 1er avril 2013.
Purple Yellow Red and Blue sort en tant que deuxième single le 23 avril 2013. Une vidéo musicale, réalisée par That Go (Noel Paul et Stefan Moore), est publiée sur YouTube un jour plus tôt. La chanson est diffusée pour la première fois en radio le 20 mai 2013 et, plus tard[Quand ?], elle a fait partie de la bande sonore du jeu EA Sports FIFA 14.
Le 23 mai 2013 le groupe a sorti une vidéo musicale pour "Atomic Man", réalisée par David Vincent Wolf.

## Accueil et réception critique
Evil Friends a reçu des critiques généralement favorables des critiques de musique. Chez Metacritic, qui attribue une note normalisée sur 100 aux avis des critiques traditionnels, l'album a reçu une note moyenne de 76, sur la base de 17 critiques.

## Liste des titres
Toutes les chansons sont écrites et composées par Danger Mouse.
| 1.    | Plastic Soldiers           | 5:04 |
| 2.    | Creep in a T-Shirt         | 3:53 |
| 3.    | Evil Friends               | 3:35 |
| 4.    | Modern Jesus               | 3:14 |
| 5.    | Hip Hop Kids               | 3:27 |
| 6.    | Atomic Man                 | 3:47 |
| 7.    | Sea of Air                 | 4:22 |
| 8.    | Waves                      | 4:51 |
| 9.    | Holy Roller (Hallelujah)   | 3:21 |
| 10.   | Someday Believers          | 3:53 |
| 11.   | Purple Yellow Red and Blue | 4:09 |
| 12.   | Smile                      | 4:51 |
| 48:27 |                            |      |